# 夏曼
夏曼（達悟语：Syaman）是由達悟族親由子名制度所更改的姓名。原姓名前都會加一個si- ，si-是助詞，沒意義。如si-mako'就是叫mako'。而夏曼是指誰的爸爸，如父親本為si-makoko'，則有了小孩後，小孩若為si-rumba，即更名為Syaman Rumba。